# 50 Bars
50 Bars è un singolo del rapper statunitense Comethazine, pubblicato il 16 agosto 2019.

## Tracce
1. 50 Bars – 1:40